# Kurt Deketelaere
Kurt Deketelaere (Torhout, 29 juli 1966) is een Belgisch jurist en hoogleraar aan de Katholieke Universiteit Leuven. Hij is sinds 2009 secretaris-generaal van de League of European Research Universities.

## Biografie
Kurt Deketelaere behaalde een licentiaat in de rechten aan de Katholieke Universiteit Leuven in 1989 en promoveerde er tot doctor in de rechten in 1995. Hij werd daarna onmiddellijk tot docent aan de Leuvense universiteit benoemd en bouwde er een academische carrière uit, met bevordering tot gewoon hoogleraar in 2004. Hij doceert milieurecht, energierecht, klimaatrecht en bouwrecht. Hij was gasthoogleraar aan de universiteiten van London, Sydney, Singapore, Malta, Dundee, Keio en Chuo. Aan de Nationale Tsing-Hua-universiteit in Taiwan bekleedde hij de Leerstoel Hou-De.
Begin jaren 1990 was hij hoofd van het milieudepartement van Arthur Andersen Brussel, en advocaat aan de balie te Brussel. Van 2004 tot 2007 was hij juridisch expert op het kabinet van Vlaams minister van Openbare Werken, Energie, Leefmilieu en Natuur Kris Peeters (CD&V) en van 2007 tot 2009 kabinetschef van Vlaams minister van Milieu en Natuurbehoud, Openbare Werken en Energie Hilde Crevits (CD&V). De Vlaamse regering kende hem de titel van erekabinetschef toe.
Sinds 2009 is Deketelaere secretaris-generaal van de League of European Research Universities (LERU), een vereniging van 24 toonaangevende onderzoeksuniversiteiten, waaronder die van Oxford, Cambridge, Leiden, Leuven en Heidelberg.
Hij is editor van de delen 'Energy Law' en 'Environmental Law' van de International Encyclopaedia of Laws.
Naast zijn academisch werk is Deketelaere zaakvoerder van een eigen consultancybedrijf en onafhankelijk bestuurder. Hij is bestuurslid bij MRBB (de financiële holding van de Boerenbond), Arvesta, AIF en M-tech. Hij was van 2012 tot 2017 voorzitter van de Vlaamse Regulator van de Elektriciteits- en Gasmarkt en was bestuurder van GUBERNA en de Vlaamse Instelling voor Technologisch Onderzoek.

## Onderscheidingen
- 2017 - eredoctoraat van de Universiteit van Edinburgh
- 2017 - Scaligerpenning (Universiteit Leiden)[2]